# Solitüde (Flensburg)

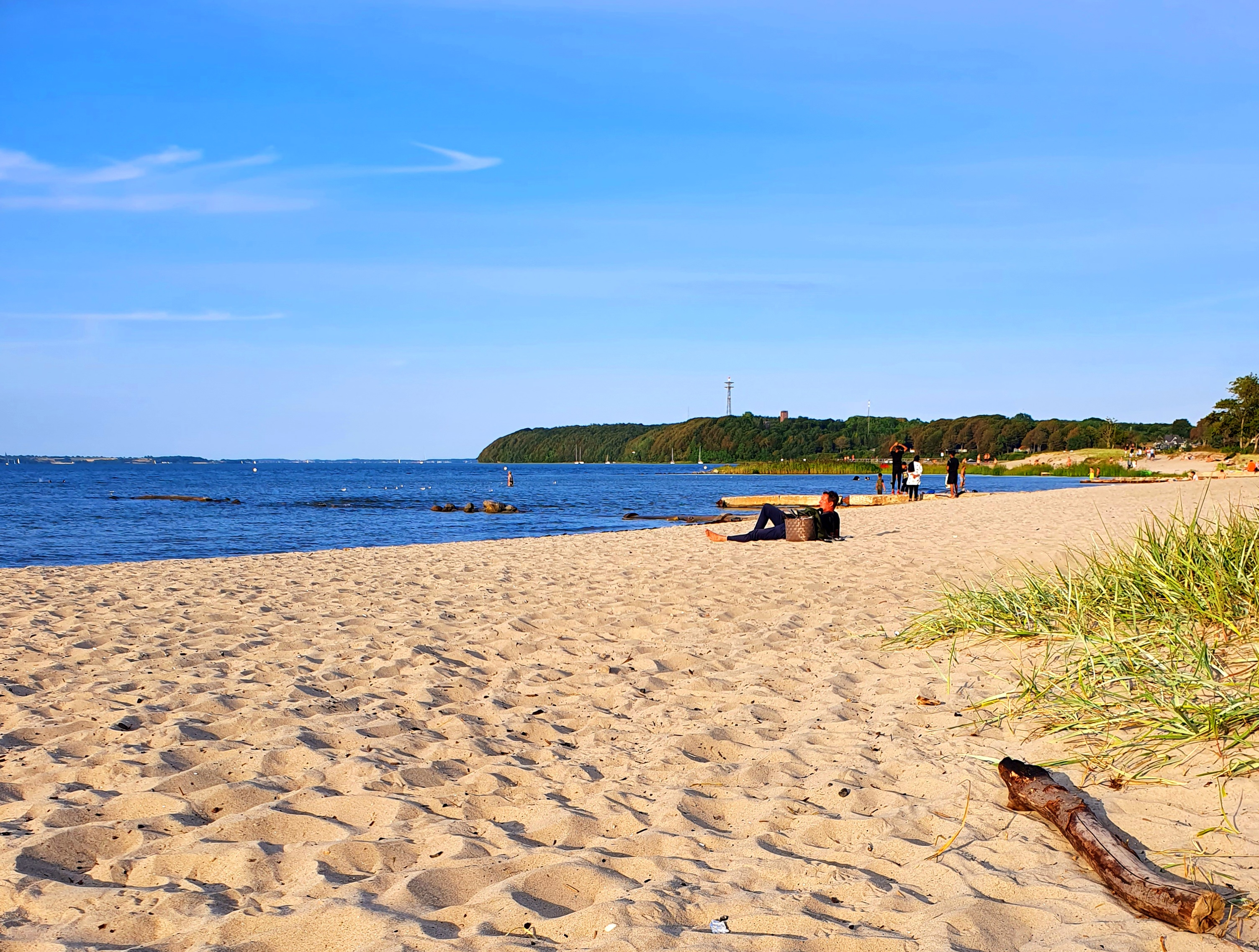
Der Strand von Solitüde im August 2022

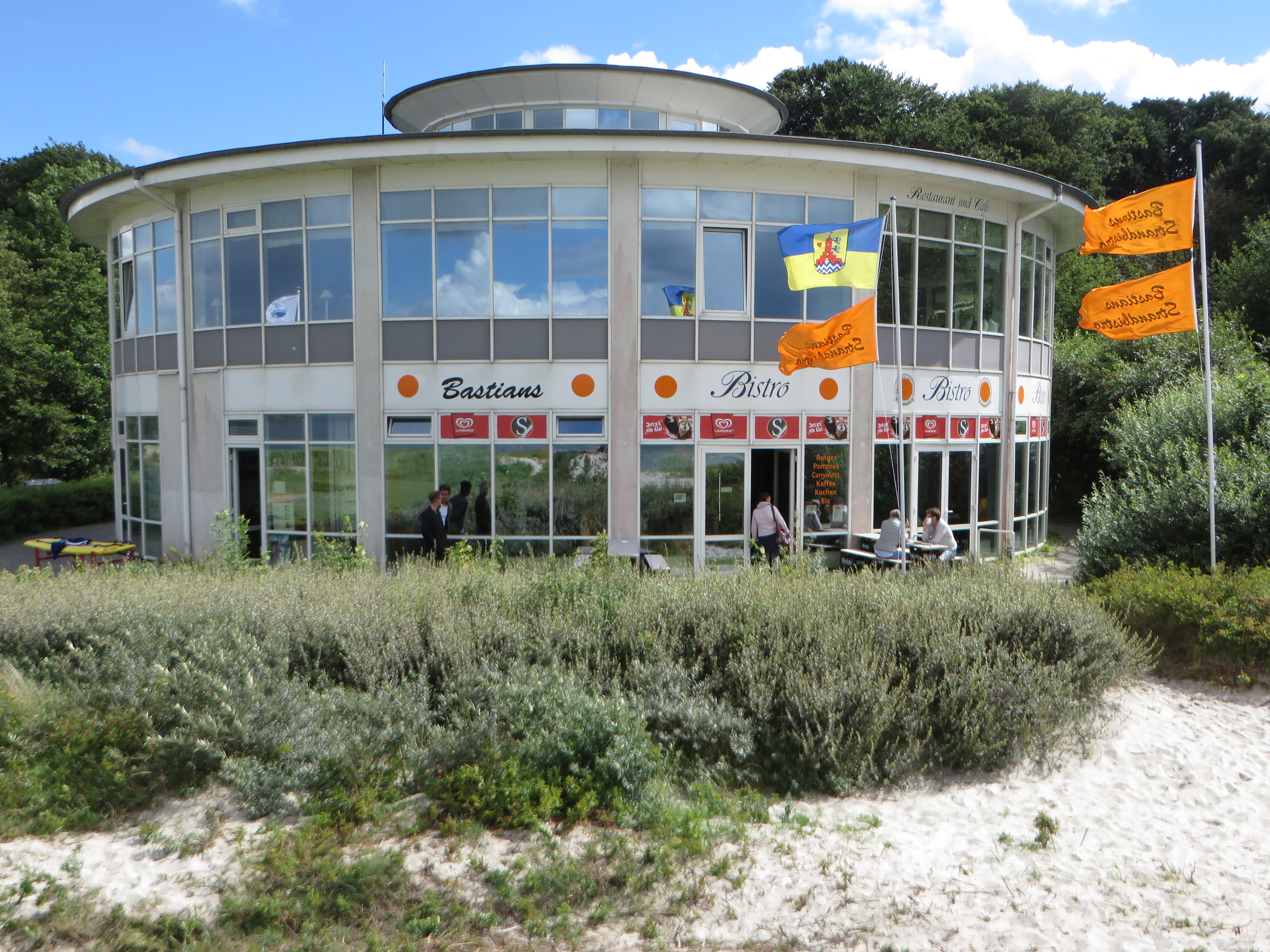
Der Solitüder Strandpavillon mit dem damals darin befindlichen Bistro und der DLRG-Station im Sommer 2016

Solitüde (dän.: Solitude) ist ein Gebiet der kreisfreien Stadt Flensburg. Es liegt im Stadtteil Mürwik, an der Flensburger Förde und westlich neben dem zu Glücksburg gehörenden Meierwik. Südlich von Solitüde liegt der Stadtbezirk Friedheim. Der geschützt gelegene kleine Sandstrand an der Ostsee ist ein beliebtes Naherholungsgebiet.
Solitüde gehört zusammen mit Waldeshöh, Twedter Holz, Fahrensodde, Twedter Mark und der Cäcilienschlucht zum gleichnamigen Stadtbezirk Solitüde. Gewöhnlich wird jedoch in Flensburg unter Solitüde nur das kleine Gebiet verstanden, welches aus kleinen Waldflächen (Solitüder Wald), Steilhängen, einer teils dünneren Bebauung sowie dem Strand von Solitüde besteht. Das Gebiet ist nach dem französischen Wort für ‚Einsamkeit‘ benannt.

## Geschichte

### Entstehung Solitüdes

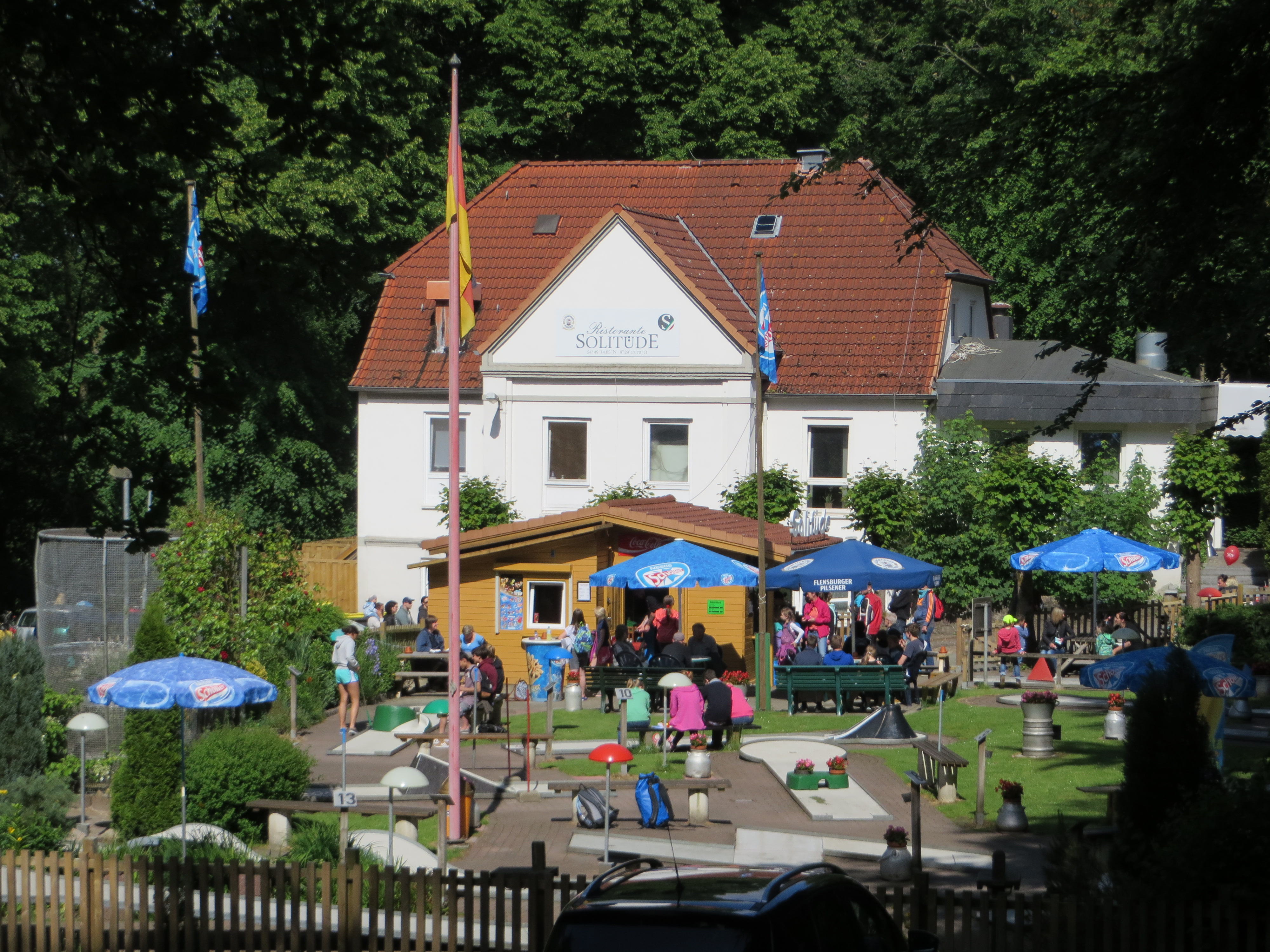
Das alte Landsitzgebäude Solitüde mit dem davorliegenden Minigolfplatz in der Sommerzeit 2015

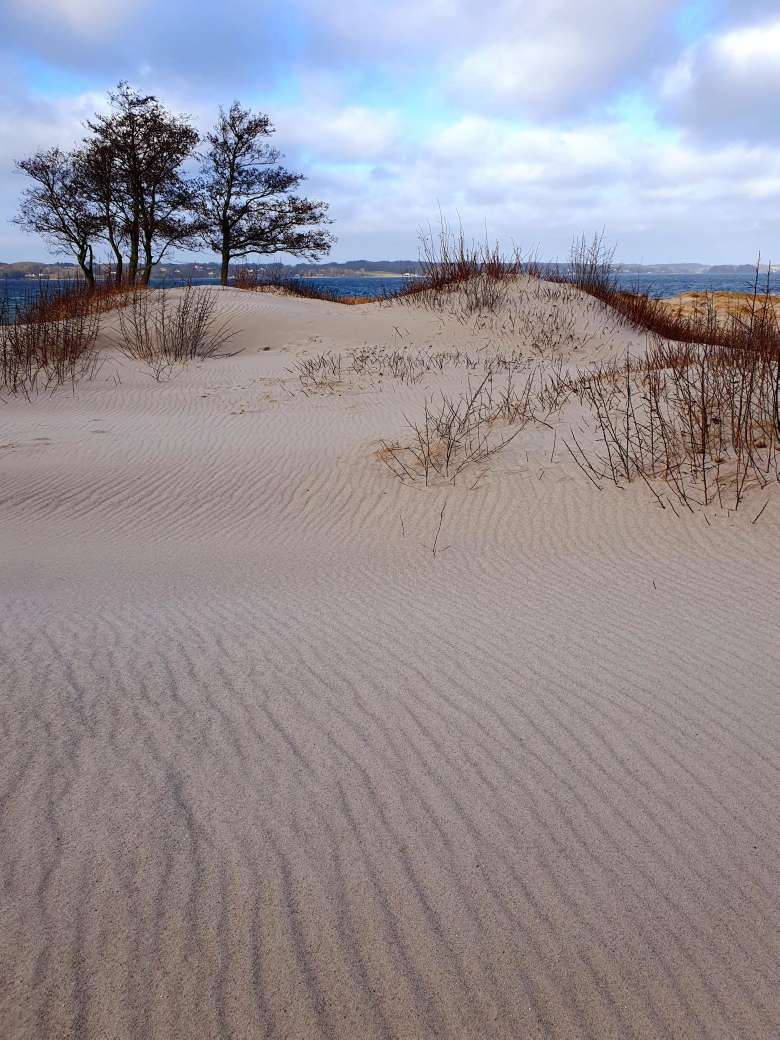
Sanddünen in Solitüde im Februar 2024

Im Gebiet bei Twedter Holz, das ursprünglich zum östlich angrenzenden Meierwik gehörte und damals auch Meyerwik genannt wurde, stand im 19. Jahrhundert nur ein einzelner Hof, der aus einer Kate entstanden war. Dieser Hof mit seinem Land wurde 1841 vom Baron Schack von Brockdorff zu Petersholm und Thomasgaard, einem königlich-dänischen Kammerherrn, erworben.

Das Stammwappen der Familie von Brockdorff

Der Baron, der zunächst als Oberstleutnant diente, dann zum Oberst befördert wurde und später dänischer Zollverwalter in Kiel war, ließ sich in Solitüde ein stattliches Gebäude errichten. Mit königlicher Erlaubnis gab er seinem Landsitz, wie es zu dieser Zeit in Adelskreisen Mode war, den französischen Namen Solitüde.
Schack von Brockdorff starb am 14. Januar 1858 in Wandsbek, den Landsitz Solitüde hatte er aber schon 1845 verkauft. Danach wechselte das Anwesen in wenigen Jahren mehrfach seinen Besitzer, bis er 1858 Eigentum der Familie Rasch wurde. Irgendwann später wurde das Anwesen letztlich Eigentum der Stadt Flensburg. 1910 wurde das Solitüder Gebiet als Teil von Twedt zusammen mit Twedter Holz, Fruerlund und Engelsby nach Flensburg eingemeindet.
Noch in den 1910er Jahren diente Solitüde kaum als Ausflugsziel. 1912 wurde zwar die Straßenbahn nach Mürwik mit der Endhaltestelle unterhalb der Kelmstraße eingerichtet, womit die Badestrände zwischen Fahrensodde und Meierwik erschlossen waren. Doch erst nach dem Ersten Weltkrieg und der anschließenden Volksabstimmung von 1920 mit der daraus resultierenden Abtrennung des nun dänischen nördlichen Fördeufers von Flensburg, die Kontrollen beim Grenzübertritt zur Folge hatte, wurde das Südufer der Flensburger Förde beliebter, da die Flensburger Ausflügler den Grenzübertritt vermeiden wollten. In den Jahren 1922/23 wurden über 200.000 Kubikmeter Sand, die bei der Anlage des Freihafen-Beckens, dem heutigen Yachthafen Kielseng, ausgebaggert worden waren, in der Bucht von Solitüde verklappt und beim Strand von Solitüde aufgespült, der auf diese Weise erheblich an Größe gewann. 1924 wurde Solitüde schließlich zum Strandbad erklärt; das ehemalige Anwesen des Barons Brockdorff wurde im selben Jahr nach Plänen von Paul Ziegler und Theodor Rieve zu einer Sommerwirtschaft umgebaut. Um diese Zeit erhielt Solitüde zudem eine Dampferanlegebrücke, an deren Stelle sich heute ein Badesteg befindet. 1925 wurde des Weiteren die Straßenbahnlinie 4 nach Glücksburg in Betrieb genommen. Somit war es den Flensburgern möglich, von der Kelmstraße nach Solitüde zu wandern, von dort weiter nach Glücksburg, um von dort mit der Straßenbahn zurück in die Innenstadt zu fahren.

### 1930er und 1940er Jahre
Die Entwicklung Solitüdes zu einem Ort der Erholung dürfte auch dadurch begünstigt worden sein, dass durch die Bautätigkeit der Marine in Mürwik der näher an der Stadt gelegene beliebte Badestrand Klein-Westerland beim heutigen Sonwik in den 1930er Jahren überbaut wurde und damit als kostenlose Alternative ausfiel.
In den 1930er Jahren existierte bei der Gaststätte von Solitüde dann auch eine Freilichtbühne (Lage) für Theater-, Opern- und Operettenvorstellungen des Flensburger Stadttheaters (etwa Ännchen von Tharau, Ein Sommernachtstraum oder Heinzelmännchens Wachparade). Auch Indianerspiele wurden ausgerichtet. 1935 fand in Solitüde vom 8. bis zum 10. Juni ein größeres Kanu-Treffen statt.
Zum Ende des Zweiten Weltkrieges lag Solitüde inmitten des Sonderbereichs Mürwik mit der letzten Reichsregierung unter Karl Dönitz. Nach der Teilkapitulation der Wehrmacht für Nordwestdeutschland, Dänemark und die Niederlande am 4. Mai wurden im Raum Flensburg gemäß dem von Dönitz eigentlich zurückgenommenen Regenbogen-Befehl über 70 U-Boote versenkt, die meisten im Bereich der Geltinger Birk. Am 5. Mai 1945 kam es so auch zur Selbstversenkung von U 2551, das zur U-Boot-Klasse XXI gehörte, dem damals modernsten U-Boot-Typ. Das anschließend im flachen Wasser liegende Wrack wurde offenbar am 23. Juli 1945 durch britisches Kommando gesprengt.

### Entwicklungen seit der Nachkriegszeit
Zum Ende des Weltkrieges flüchteten sehr viele Menschen in die Fördestadt (vgl. Einwohnerentwicklung von Flensburg). Damals diente das Restaurant Solitüde zeitweilig als Flüchtlingslager, das offiziell jedoch nicht als Kriegsfolgenhilfe-Lager anerkannt war. 1950 wurde die erste Buslinie vom ZOB nach Solitüde eingerichtet. Vor der Gastwirtschaft wurde 1963 ein Minigolfplatz angelegt. In den 1960er und frühen 1970er Jahren befand sich am Strand von Solitüde der von der Stadt betriebene Campingplatz Solitüde für hunderte Zelte und Wohnwagen. Seit 1976 gehört Solitüde zu den Landschaftsschutzgebieten der Stadt Flensburg.
Zum Ende des 20. Jahrhunderts wurde der Solitüder Strandpavillon westlich vom Weg zur Badebrücke errichtet. In ihm fanden ein Restaurant, ein Kiosk, sanitäre Anlagen sowie die DLRG Platz. Ab 2014 wurden der Restaurant- und Kioskbereich des Pavillons zeitweise nicht mehr genutzt; seit Mai 2016 befand sich darin ein Bistro. Seit der Insolvenz des neuen Pächters im Jahr 2023 wird der Pavillon derzeit nicht bewirtschaftet.

### Solitüde heute
Das Gebiet dient heute zum großen Teil der Naherholung. Neben zwei großen Spielplätzen befindet sich dort ein italienisches Restaurant im alten Anwesen des Barons (Solitüde 13). Im Sommer ist auch der dortige Minigolfplatz geöffnet. Der Ostseestrand Solitüdes mit seinen flachen Dünen und dem feinen Sand zeigt sich zumeist belebter als das zweite Strandbad der Stadt, das ältere Ostseebad aus den 1870er Jahren. Der Zugang ist kostenfrei, der Badebereich wird in den Sommermonaten von der DLRG überwacht. Das Ostseesturmhochwasser 2023 führte auch in Solitüde zu Zerstörungen, und ein erheblicher Teil der Sanddünen wurde abgetragen oder in anderen Bereichen des Strandes neu angelagert.

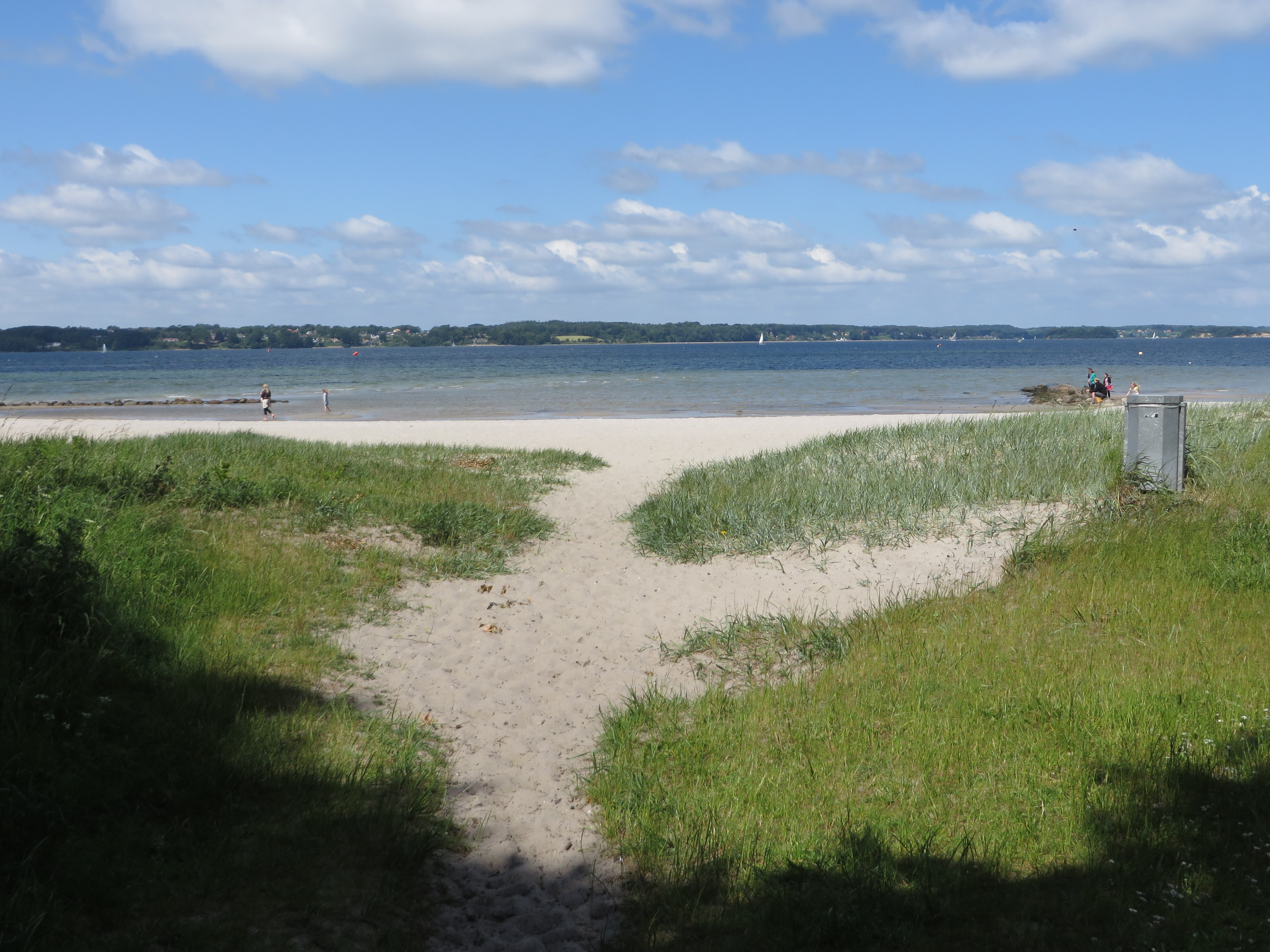
Der Solitüder Strand im Sommer 2015
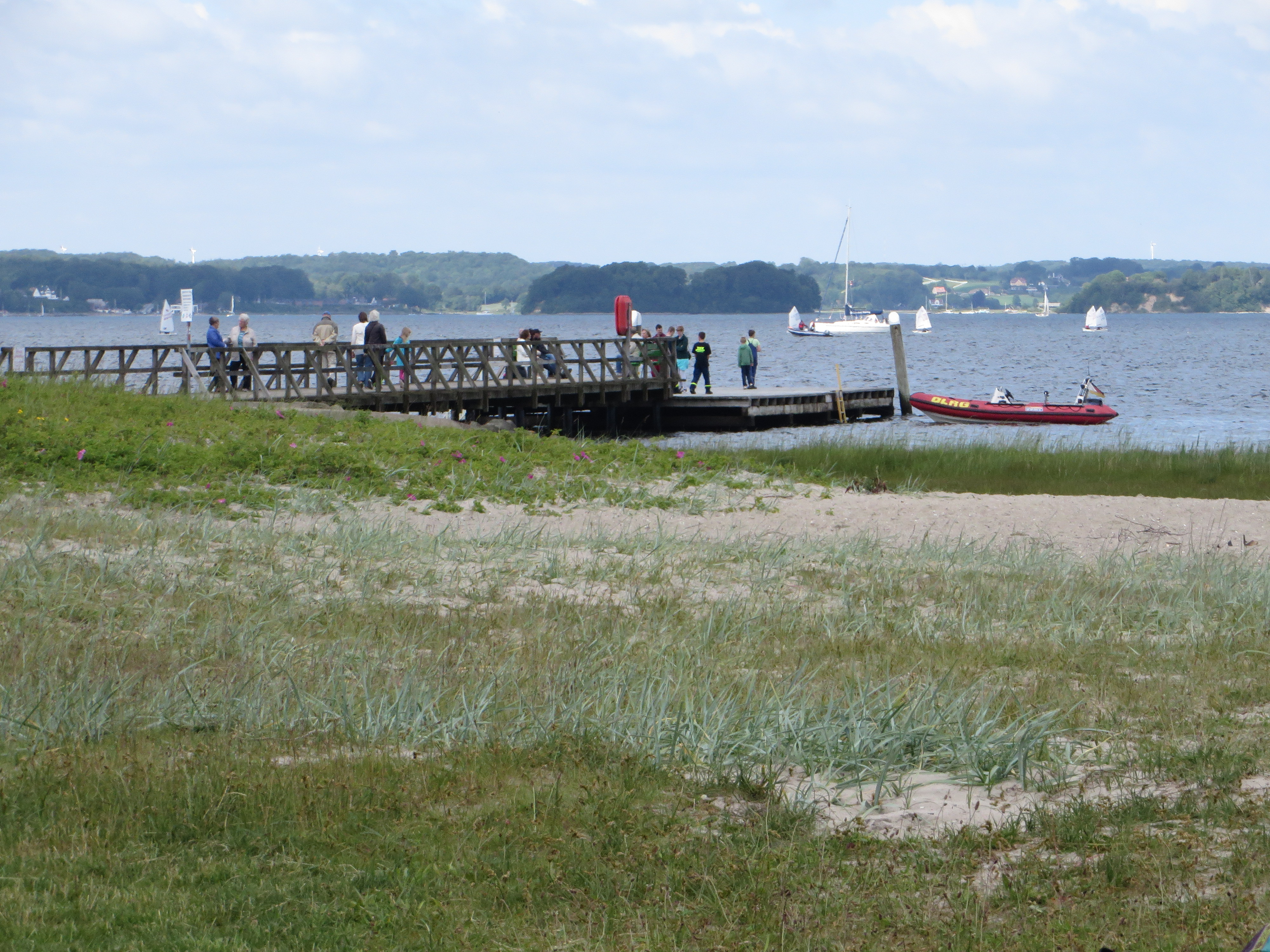
Der Badesteg im Juni 2015
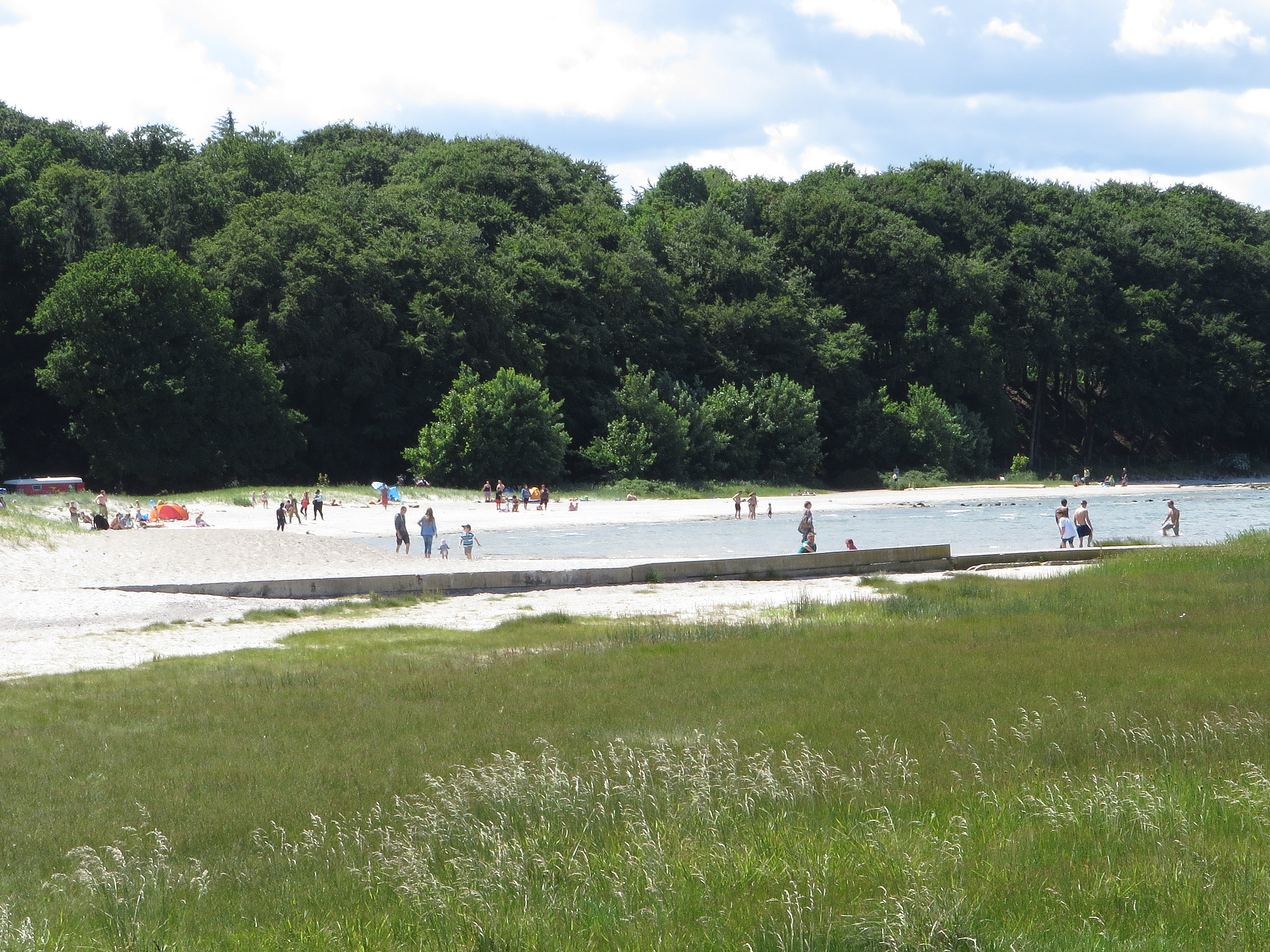
Solitüder Strand im Sommer 2014
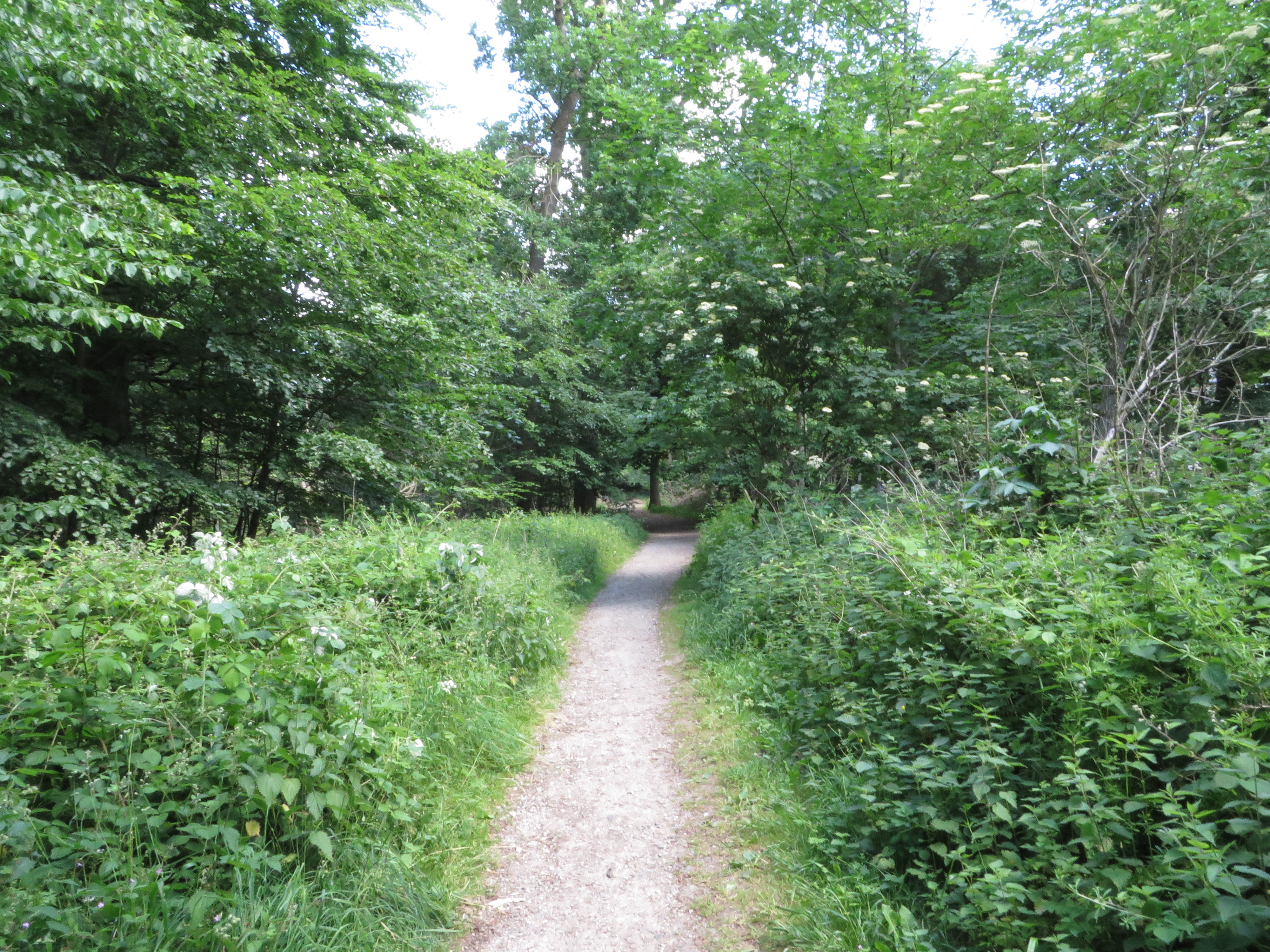
Solitüder Wald im Juni 2014
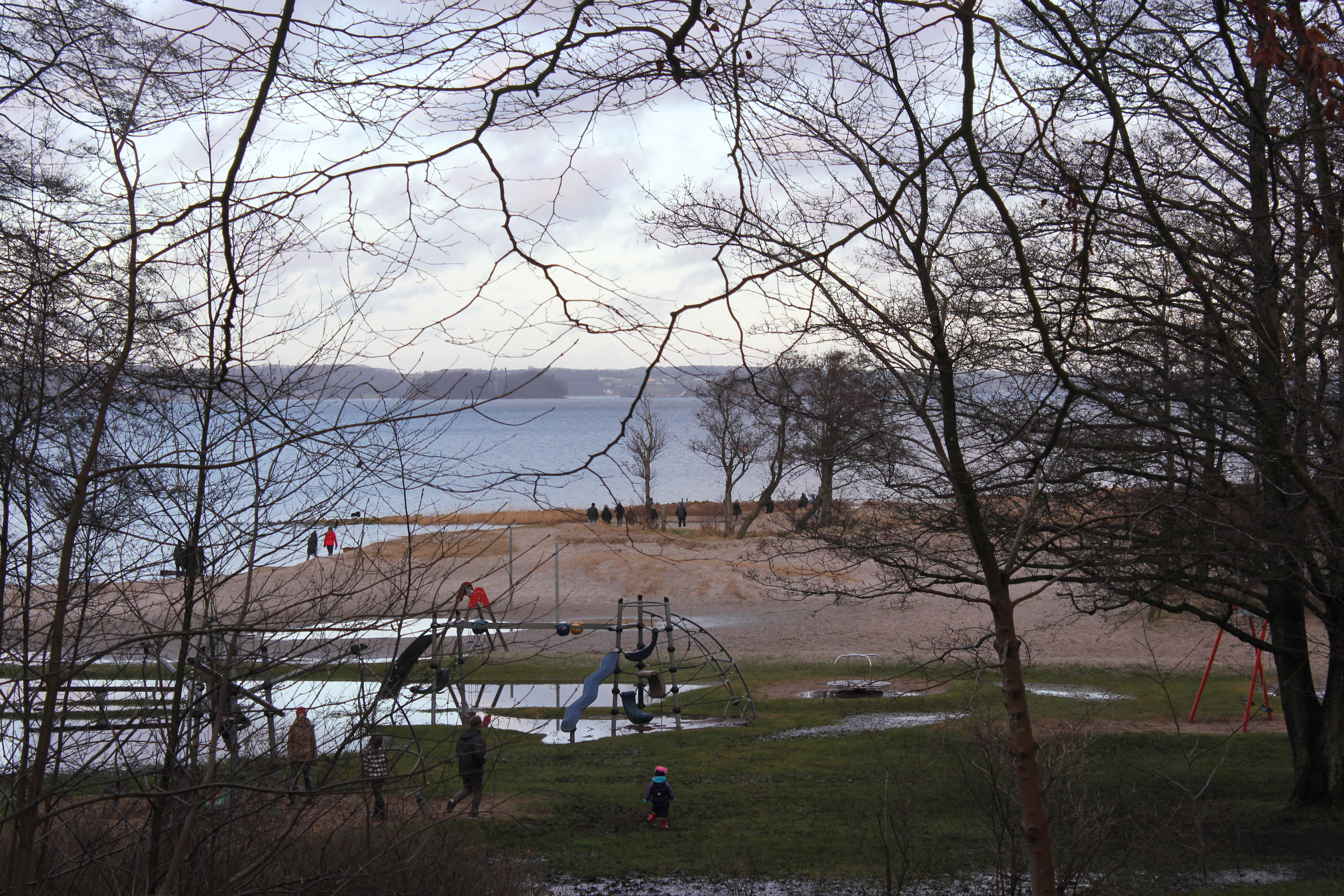
Blick von der Waldkante hinunter auf den Strand von Solitüde (Winter)
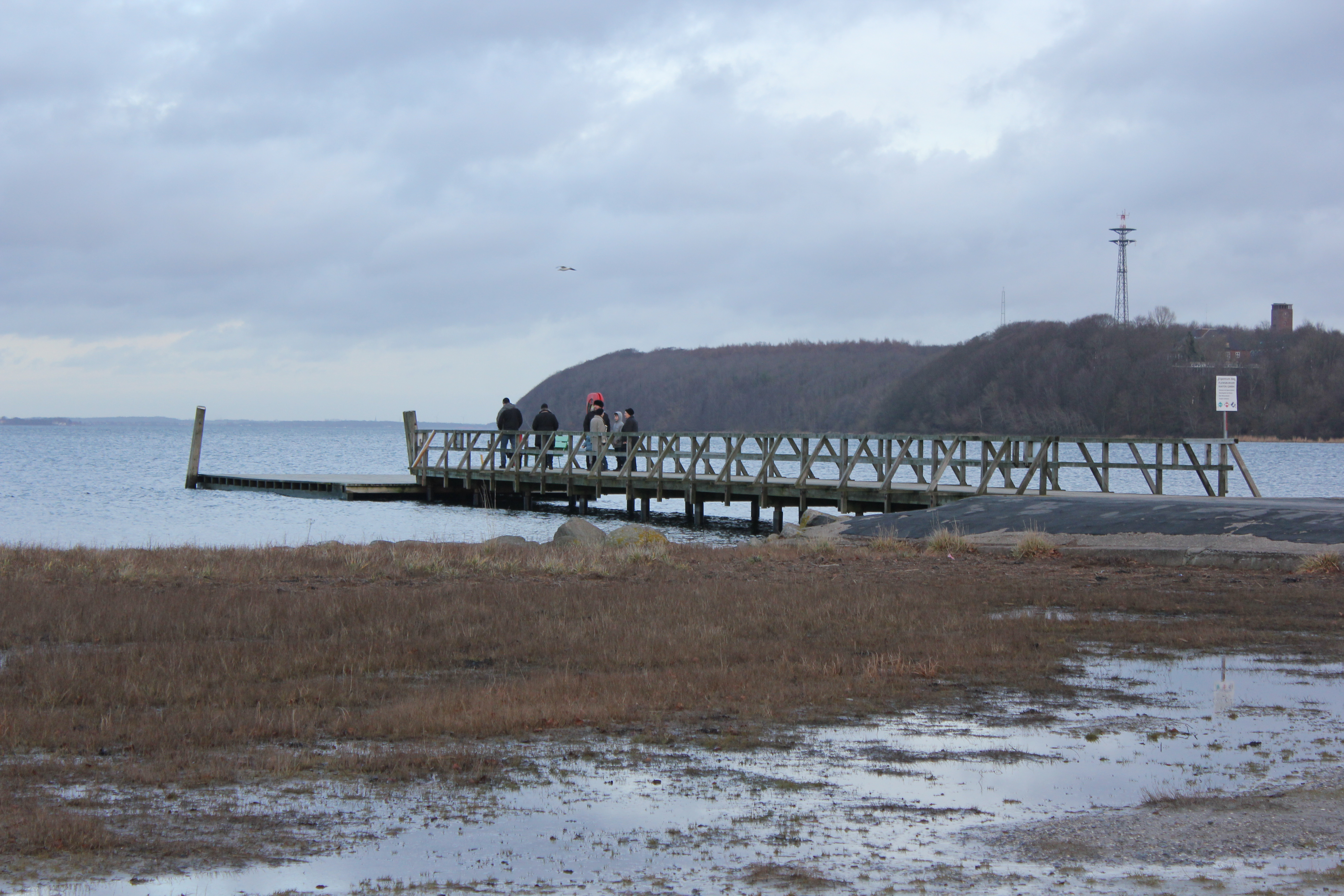
Der Steg von Solitüde mit Winzigerhuk von Meierwik im Hintergrund (Winter)
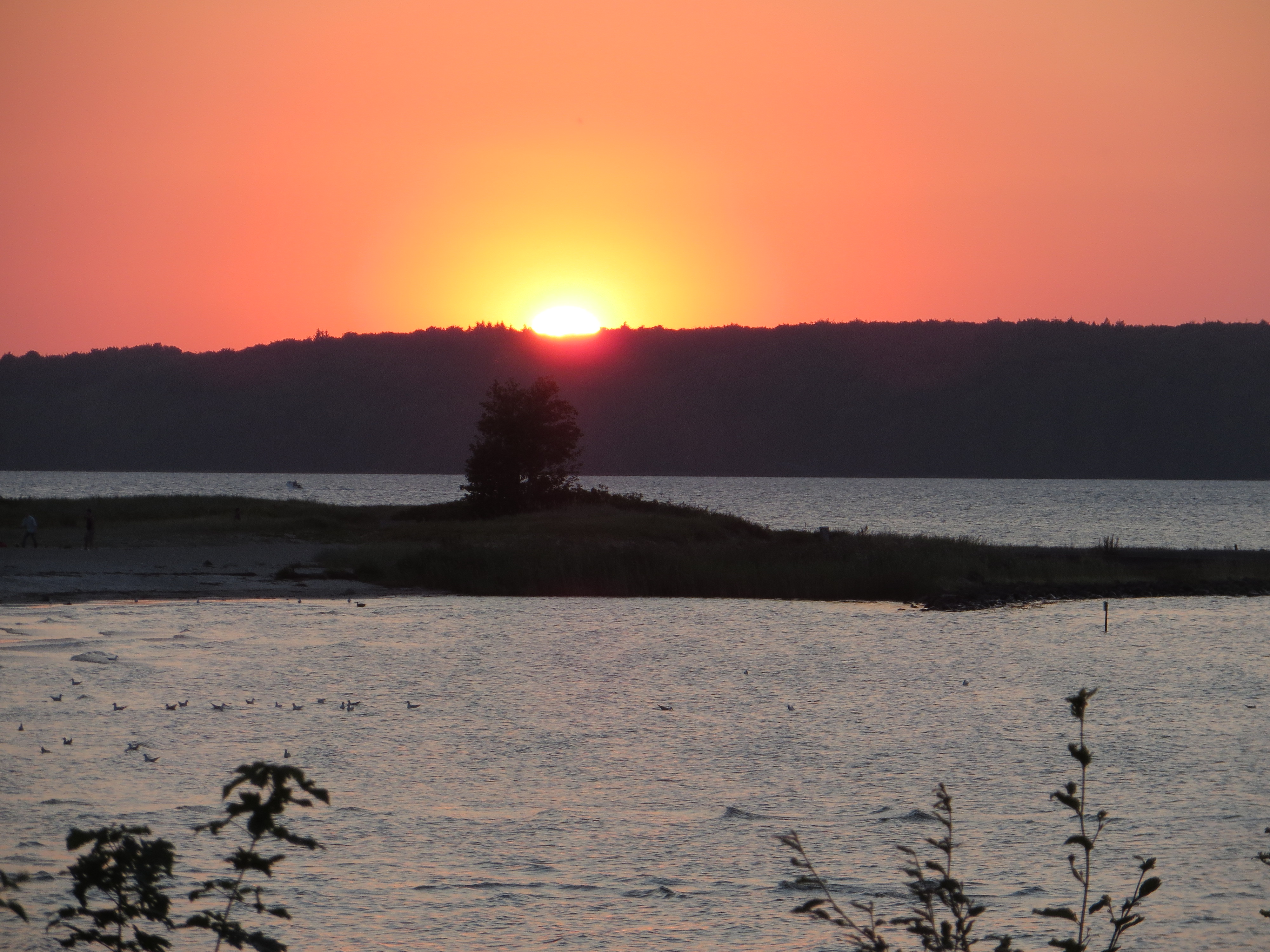
Solitüder Strand während des Sonnenuntergangs

## Solitüdefest
Neben privat organisierten Strandfesten findet einmal jährlich das eintägige Solitüdefest statt, bei dem es sich offenbar um das älteste Stadtfest Flensburgs handelt. Es fand erstmals 1979 als eine noch kleine Veranstaltung statt, die von der Arbeitsgemeinschaft Deutsches Schleswig (ADS) ausgerichtet wurde. Die Idee zum Fest kam von Gertrud Wendrich, die für diesen Verein bis 1986 das Haus der Familie leitete.
Ab Anfang der 1980er Jahre wurde das Fest mit dem Schleswig-Holstein-Tag zusammengelegt und war fortan von diesem stark beeinflusst. Das Fest fand damals unter dem plattdeutsch gehaltenen Motto „Das Sommerfest in Solitüd - för lütte un för groote Lüüd“ statt. Die Besucherzahlen stiegen zusehends. Auch die Stadtfeststimmung zum 700-jährigen Bestehen Flensburgs im Jahre 1984 befruchtete das Fest. Die Flensburger Sparkasse prägte in diesem Jahr Gedenkmünzen zum Stadtjubiläum, das NDR-Radio berichtete und prominente Politiker wie Björn Engholm und Bundespräsident Karl Carstens besuchten das Volksfest.
Nach der Fusion des finanzschwachen Grenzfriedensbundes mit dem wirtschaftlich gesundem ADS zum ADS-Grenzfriedensbund 2008 wurde das volkstümliche Motto aufgegeben und lautet seitdem „Fest der Minderheiten“, wonach nunmehr Minderheiten verstärkt im Mittelpunkt stehen. Insbesondere der Anteil des dänischen Kolorits verstärkt sich seither. Das Dänische Konsulat fungiert außerdem seit einigen Jahren, neben der Stadt Flensburg, als Schirmherr der Veranstaltung.
Die Anzahl der Besucher ist je nach Wetterlage stark schwankend. 2010 kamen an die 20.000 Besucher, derzeit werden rund 10.000 Festbesucher je Jahr geschätzt. Zu den alljährlichen Teilnehmern und Standbetreibern gehören die Malteser Deutschland, die Nord-Ostsee Sparkasse, das städtische Technische Betriebszentrum (TBZ), der Flensburger Funsport-Verein Sportpiraten, das Spielmobil, die Deutsche Lebens-Rettungs-Gesellschaft, die Feuerwehr Flensburg und der Selbsthilfe-Bauverein.

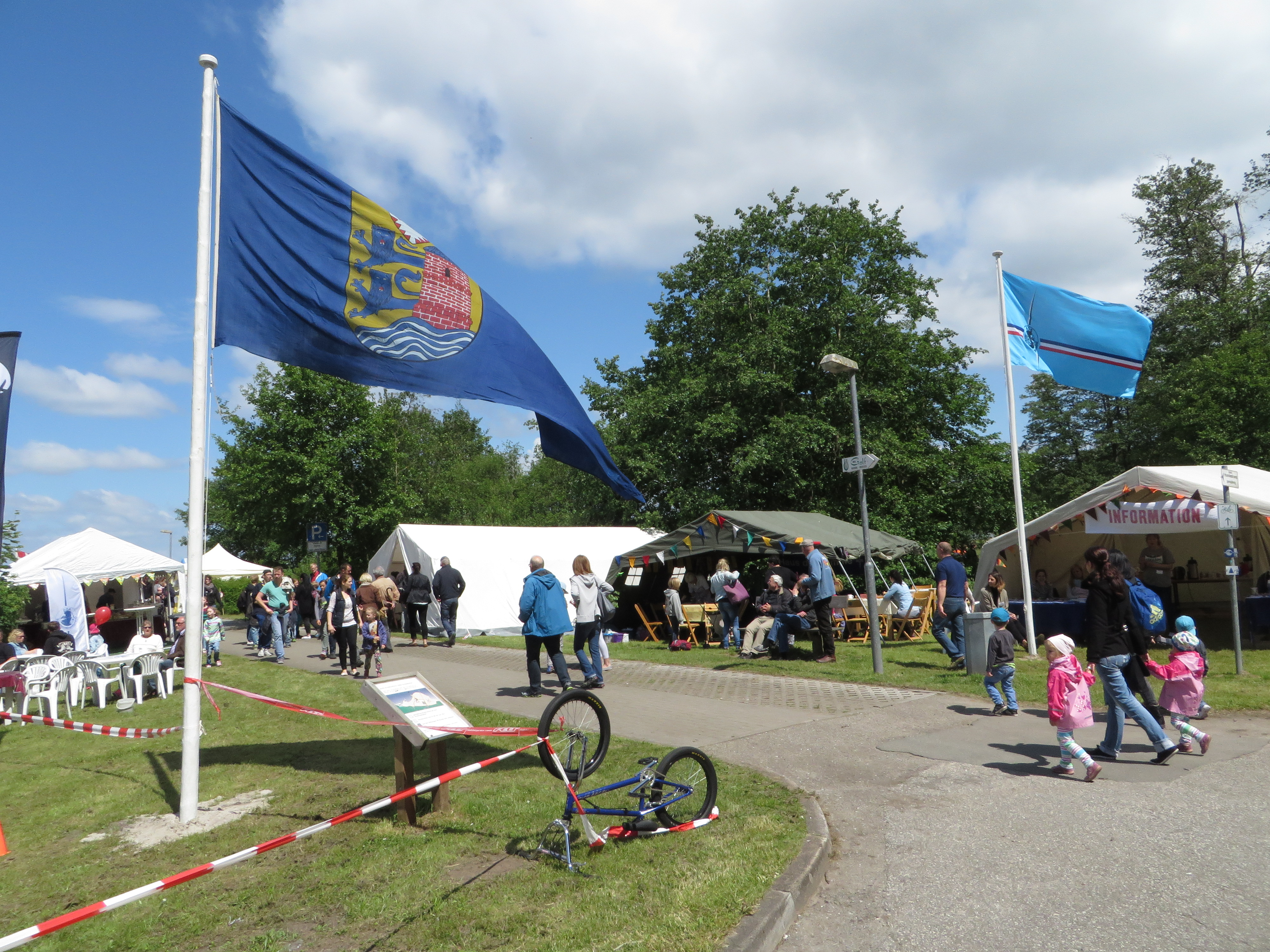
Flensburgs Stadtflagge beim Solitüdefest
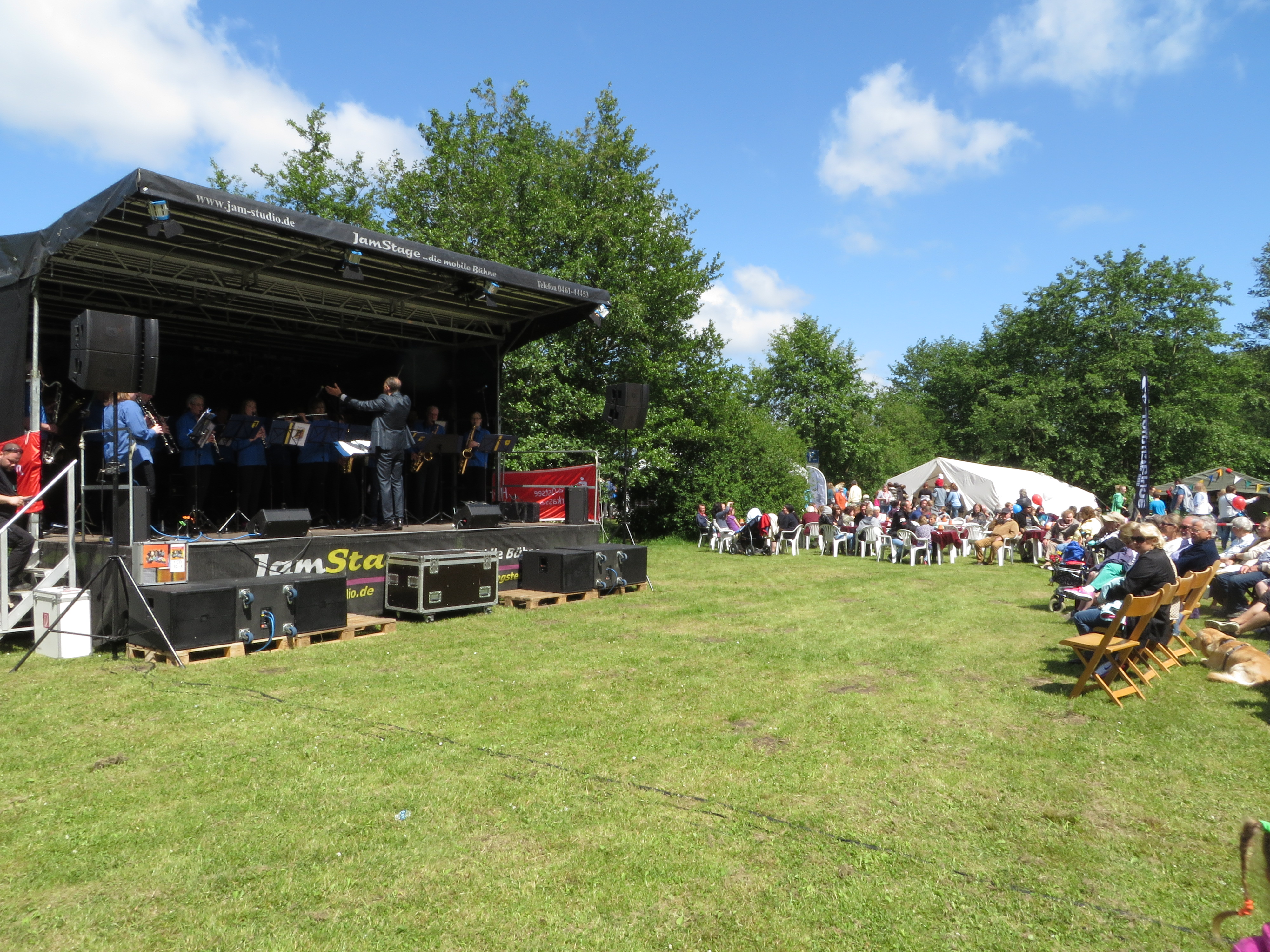
Aufgebaute Bühne mit musizierenden Flensburger Stadtbläsern
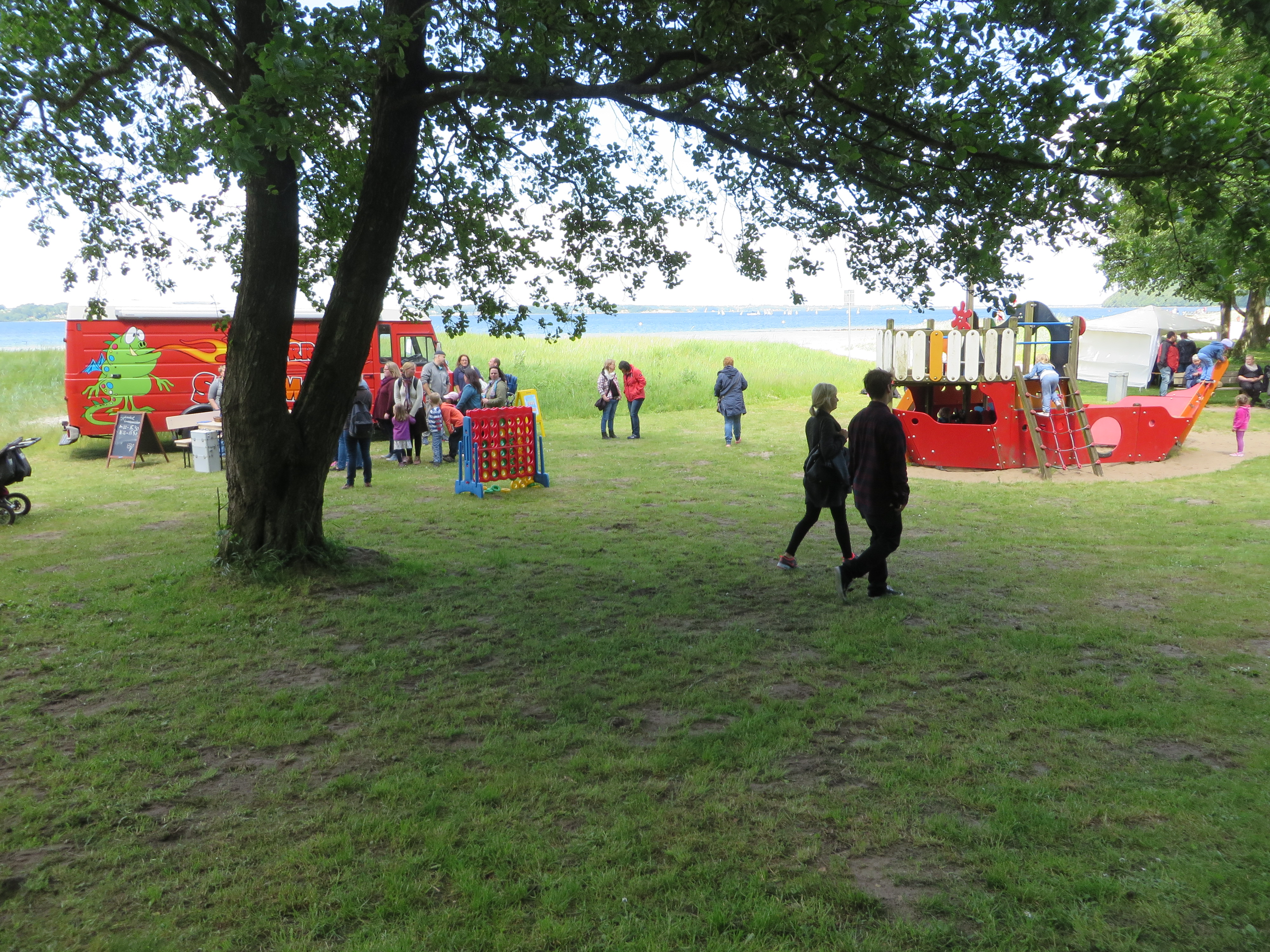
Spielmobil beim Spielplatz während des Solitüdefestes
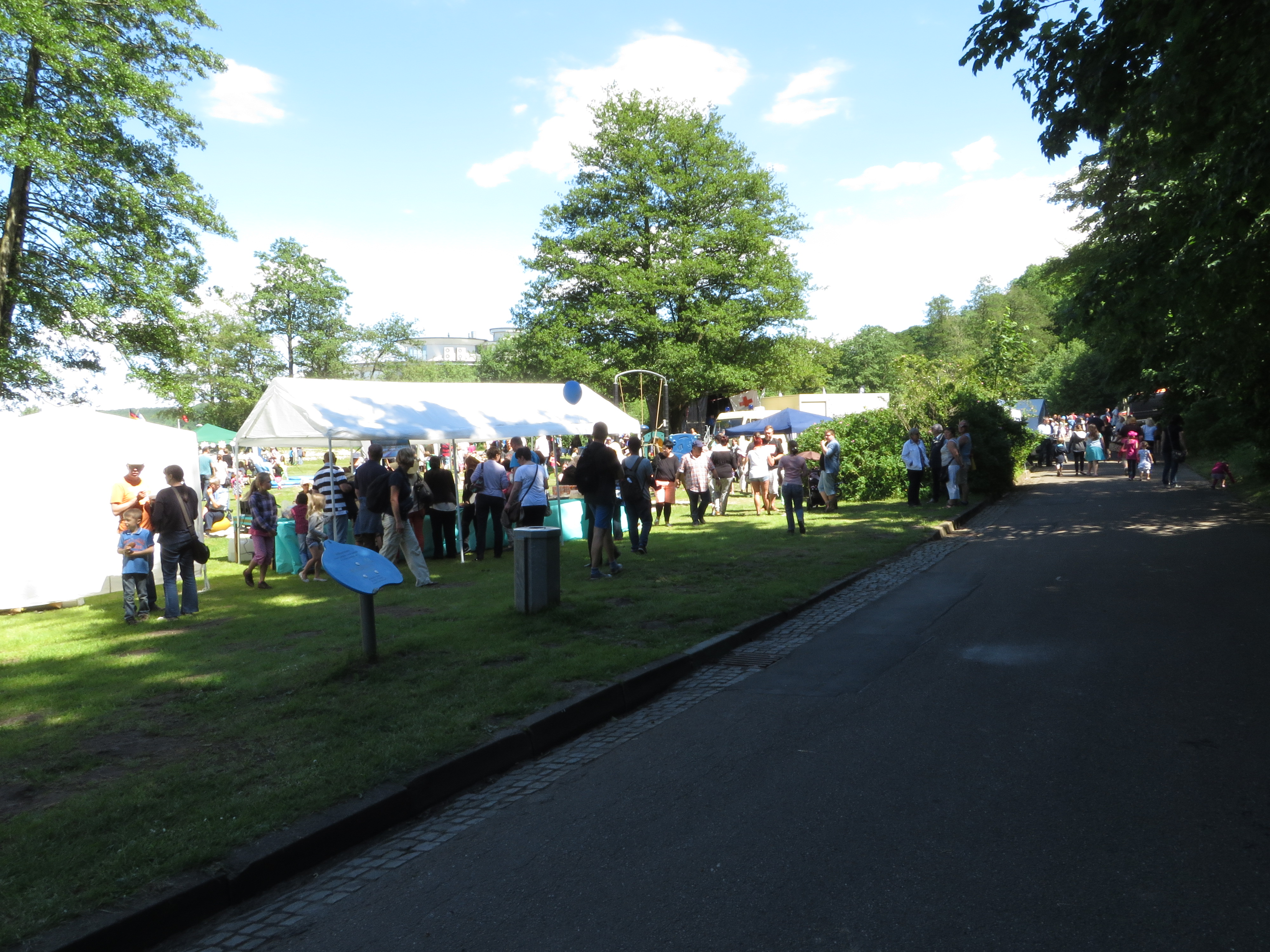
Feststände am Ewoldtweg
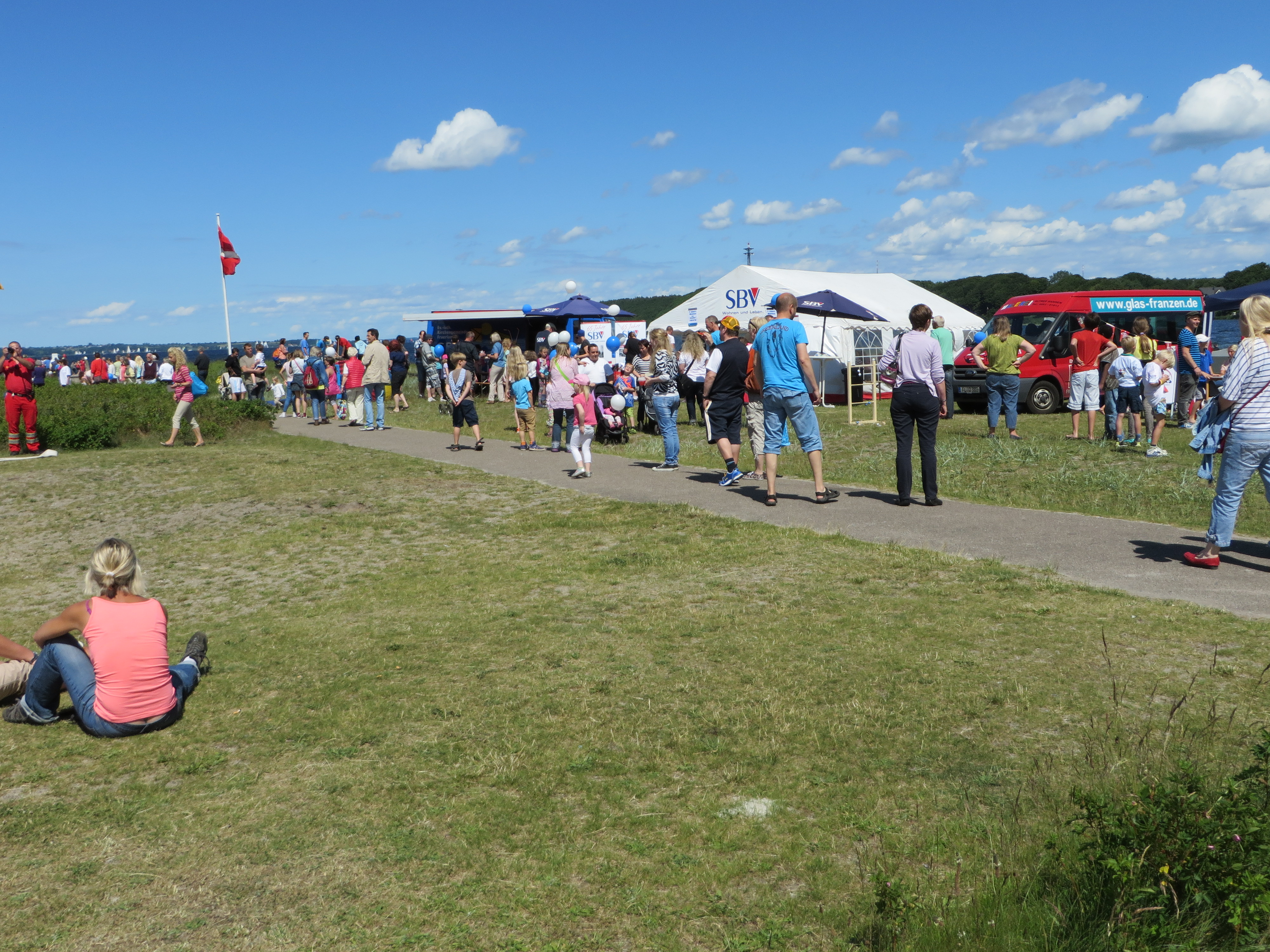
Feststände am Weg zur Badebrücke
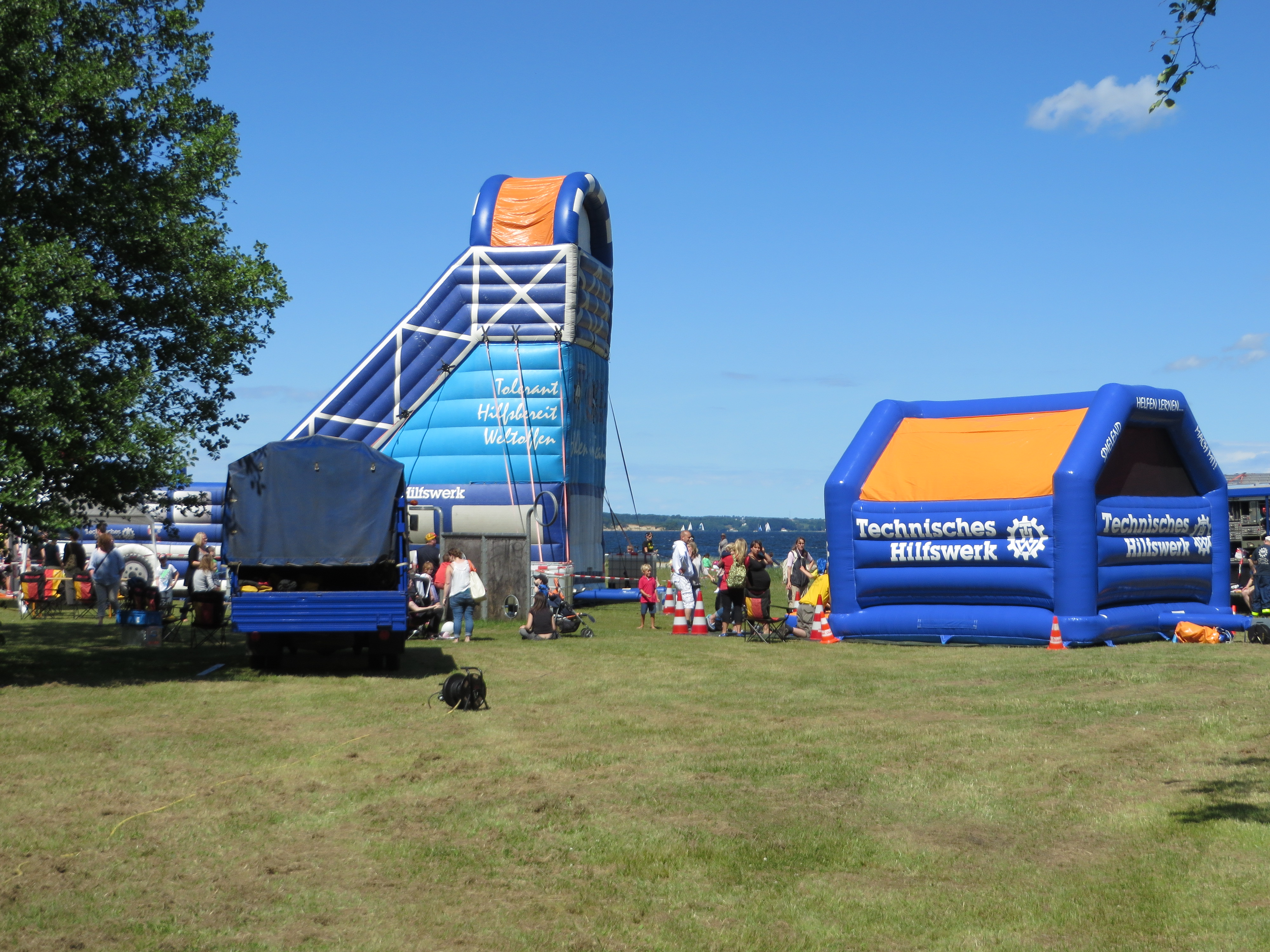
Aufgeblasene Rutsche und Hüpfburg beim Solitüdefest 2014
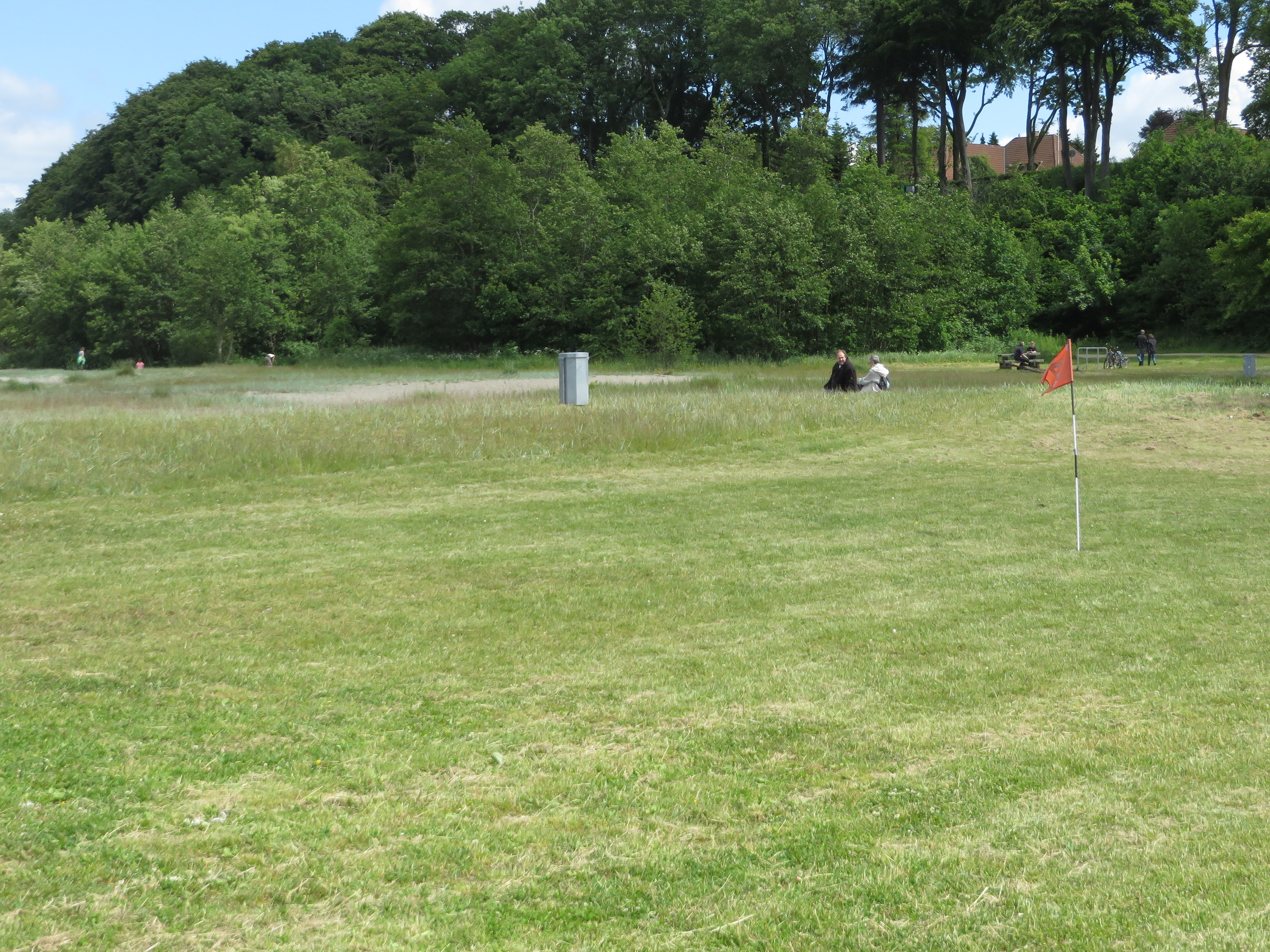
Eingerichteter Golfplatz zum Solitüdefest

## Verkehr

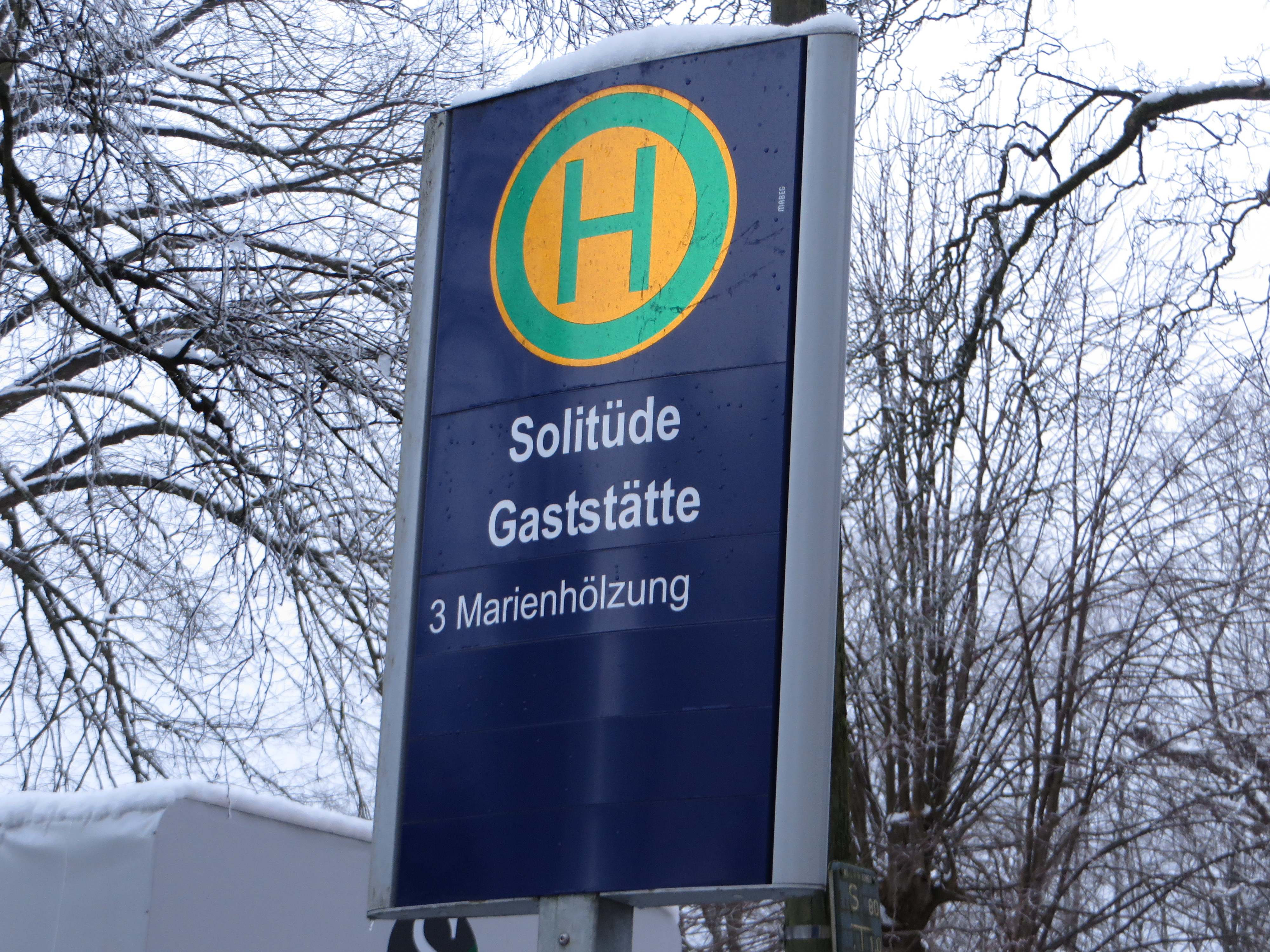
Busschild Solitüde Gaststätte

Öffentlich erreichbar ist Solitüde mit der Linie 3 der städtischen Aktivbus Flensburg GmbH (Halt an der Gaststätte von Solitüde und Endstation am Rand von Solitüde bei Meierwik). Weitere Buslinien halten in ungefähr 1 km Entfernung beim Twedter Plack. Im benachbarten Meierwik befindet sich eine Haltestelle der Linie 21 nach Glücksburg. Für Privat-Pkw existieren nahe der Gaststätte einige Parkplätze.
Für Wanderer verläuft an Solitüde entlang der Ewoldtweg, ein Teil des Ewoldt-Wanderwegs, der bis Holnis führt. Der Weg ist außerdem Teil des Fördesteigs.

## Verschiedenes

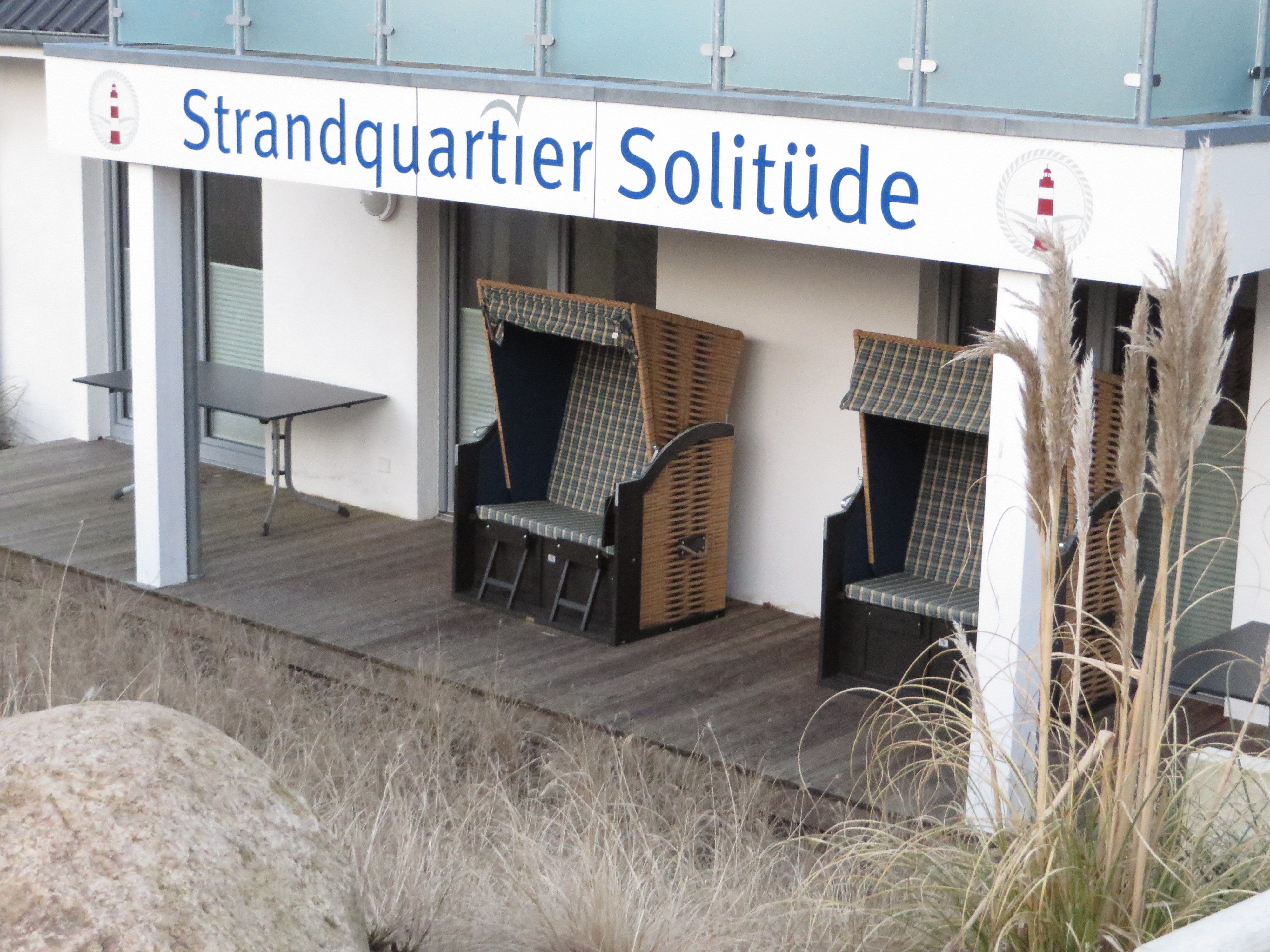
Ein Solitüder Strandquartier mit Strandkörben

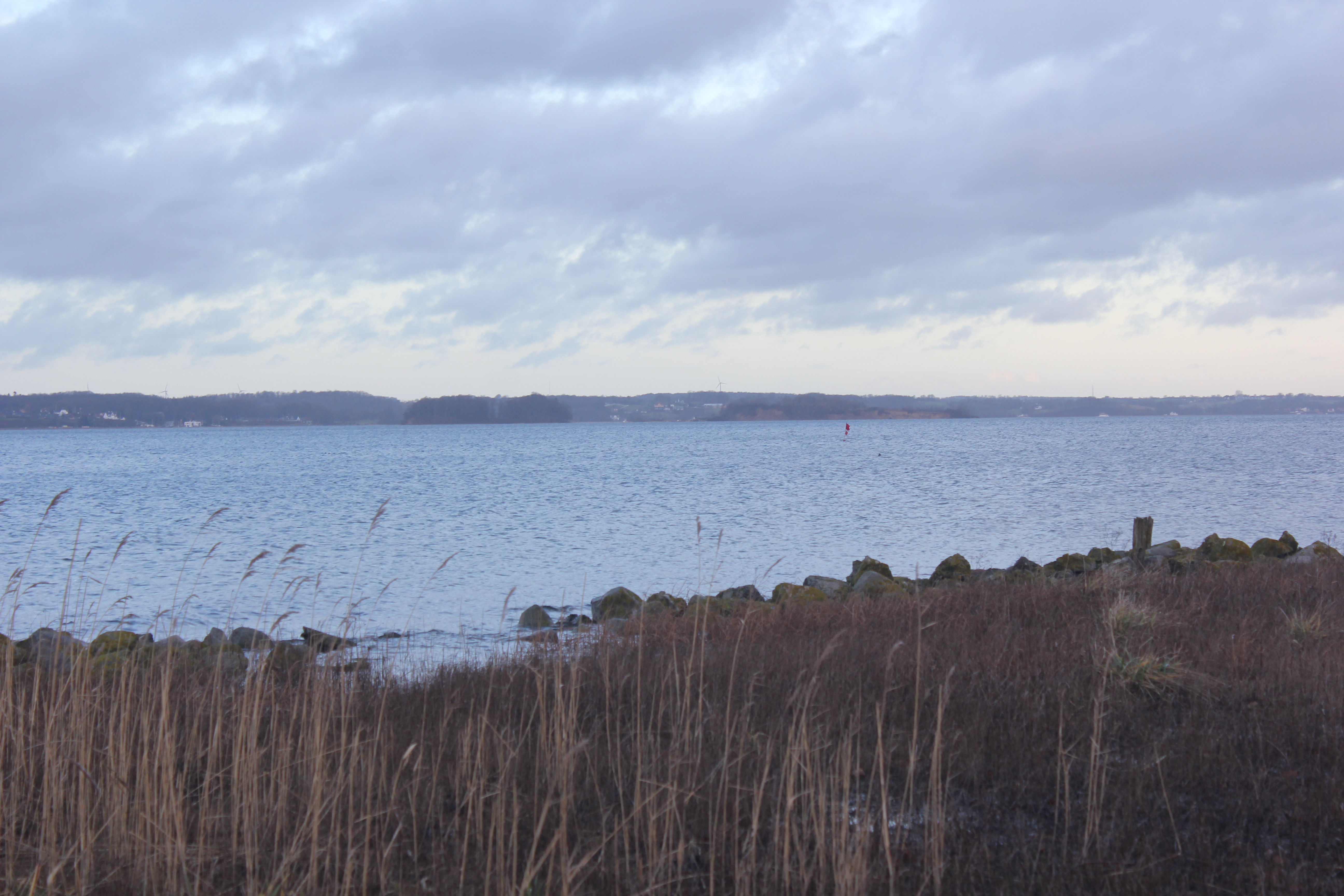
Blick Richtung Ochseninseln vom Ufer von Solitüde aus

- Von Solitüde aus ist der gegenüberliegende Fördebereich von Wassersleben bis zu den nahgelegenen Ochseninseln zu erkennen. Ebenfalls zu sehen ist das auf einer Landnase gelegene hinter Bäumen versteckte Flottenkommando im benachbarten Meierwik.
- Unmittelbar bei Solitüde liegen keine Hotels, sondern nur Ferienhäuser, doch im angrenzenden Meierwik befindet sich das renommierteste Hotel der Gegend, das Fünf-Sterne-Vitalhotel Alter Meierhof, mit Blick auf die Förde sowie den Strand von Solitüde.[40]
- Im Flensburger Hafen liegt eine denkmalgeschützte Barkasse aus den 1940er Jahren, welche nach dem Strandbad Solitüde benannt wurde.[41]